# Joe Mann monument

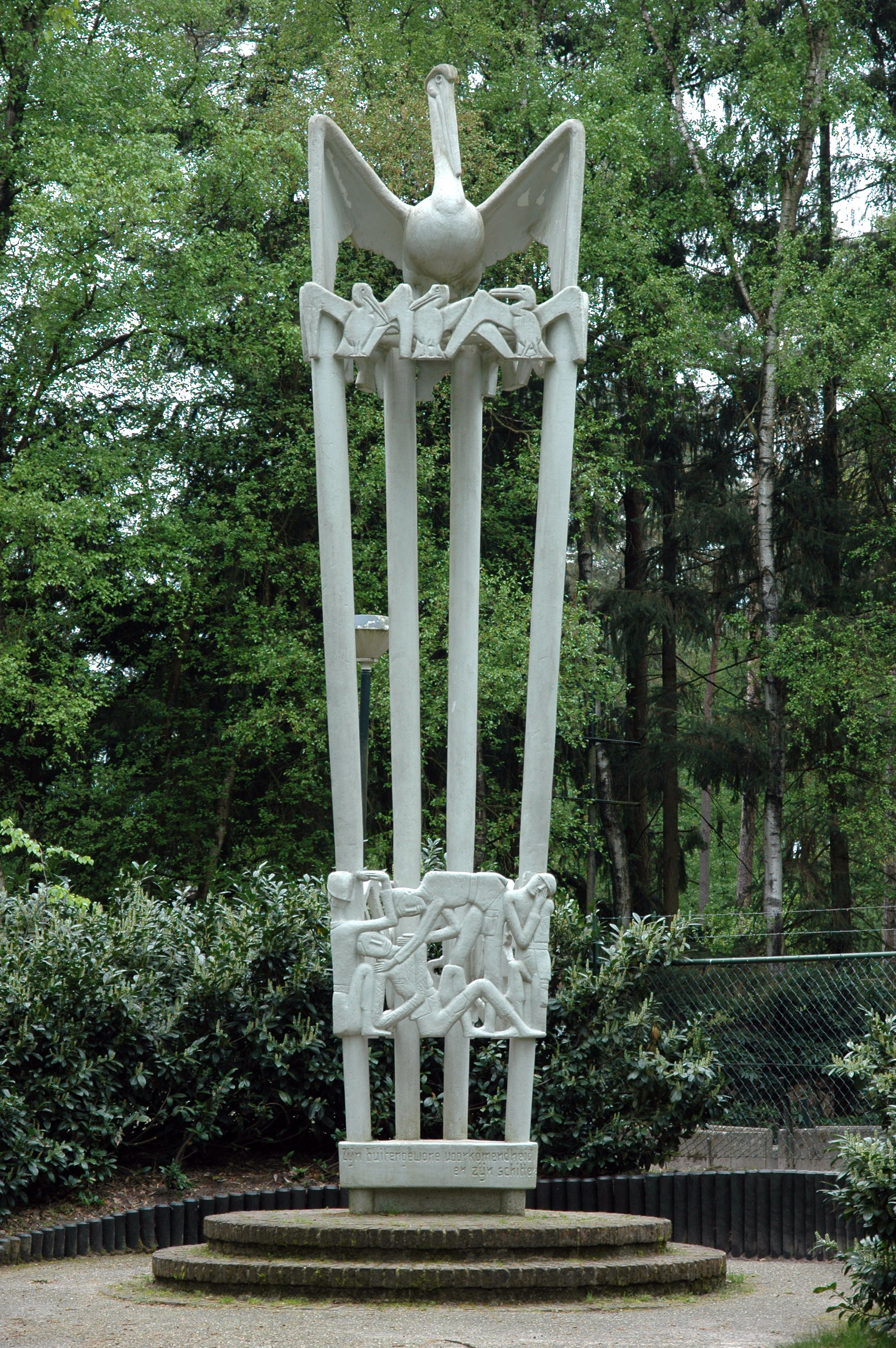
Het Joe E. Mann monument

Het Joe Mann monument is een oorlogsmonument aan de Joe Mannweg in Best in de Nederlandse provincie Noord-Brabant. Het is ontworpen door de Nijmeegse beeldhouwer Ad Berntsen. Het is gebouwd ter nagedachtenis van de omgekomen geallieerde soldaten uit de 101e Luchtlandingsdivisie (The Screaming Eagles). In het bijzonder voor de Amerikaanse parachutist Joe Mann. Hij was een soldaat der eerste klasse in company-H van de 502nd Parachute Infantry Regiment van het Amerikaanse leger. Tijdens Operatie Market Garden redde de gewonde soldaat Joe Mann de levens van zes medesoldaten door op een granaat te gaan liggen.

## Geschiedenis
Het doel van Operatie Market Garden was om het zuiden van Nederland te bevrijden en bepaalde bruggen te veroveren om een weg vrij te maken naar Duitsland. Een van deze bruggen was de brug over het Wilhelminakanaal in. Hier vocht een compagnie uit de 101ste-airborne divisie van het Amerikaanse leger waar Joe Mann onderdeel van was. Op 17 september trok het grootste deel van de compagnie terug vanwege onverwachts hevig verzet. Een groep van achttien soldaten raakte afgescheiden van de rest en ze bleven achter aan de verkeerde kant van het kanaal. Hier bleven ze tot 19 september doorvechten. Op 19 september 1944 overleed Joe Mann na zijn heldendaad. Op dezelfde dag moest de afgescheiden groep onder leiding van luitenant Ed Wierzbowski zich overgeven aan de Duitsers. Voor het redden van zijn kameraden en eerdere uitschakeling van twee Duitse artillerieposities ontving Mann in 1945 postuum de Medal of Honor.

## Het monument
Het monument staat in Best, is 6,50 meter hoog en is gemaakt van gegoten beton. Het is onthuld door de ouders van Joe Mann, kolonel Steven A. “silent Steve” Chappuis en dertien medesoldaten tijdens de twaalfjarige herdenking van Operatie Market Garden op 17 september 1956. Het bestaat uit vier betonnen zuilen met bovenop een pelikaan met drie jongen en in het midden verscheidene soldaten die rouwen om de dood van Joe Mann kort nadat hij hun levens had gered. Het monument is niet het enige eerbetoon aan de omgekomen soldaat, er zijn meerdere verenigen en gebouwen vernoemd naar Joe Mann. Ook is er nog een monument voor Joe Mann in Best. Dit staat bijna op de exacte plek waar hij om het leven is gekomen. Het Joe Mann monument staat aan de Joe Mannweg bij de ingang van het Joe Mann natuurtheater en het Joe Mann bospaviljoen. De tekst op het monument luidt als volgt:
ZIJN BUITENGEWONE VOORKOMENDHEID

EN ZIJN SCHITTEREND GEDRAG
 
WAREN EEN EEUWIGDURENDE INSPIRATIE
 
VOOR ZIJN KAMERADEN,

VOOR WIE HIJ ZIJN LEVEN GAF

## Symboliek
Het hoofdmotief van het monument is de pelikaan boven op de zuilen. De pelikaan is een christelijk symbool voor totale zelfopoffering. Dit komt door de legende dat een pelikaan haar jongen voedt met haar eigen bloed. De pelikaan staat om die reden symbool voor de heldendaad van Joe Mann.